# الیاس یالچینتاش
الیاس یالچینتاش (به ترکی استانبولی: İlyas Yalçıntaş) (زادهٔ ۷ مارس ۱۹۸۹ در ارزنجان، ترکیه) آهنگساز، خواننده و ترانه‌سرای ترکیه‌ای است. علت شهرت وی در ایران، ترانه های İçimdeki duman و Gel be gökyüzüm هستند.

## کنسرت در ایران
الیاس یالچینتاش در تیرماه ۱۳۹۷ در جزیره کیش کنسرت برگزار کرد که حواشی بسیاری در پی داشت. به گزارش خبرگزاری آناتولی پس از کنسرت امل سایین، ارول اوگین و آژدا پکان در سال ۱۹۷۷ این نخستین بار بود که یک خوانندهٔ ترکیه‌ای در ایران کنسرت می‌گذاشت.

## ترانه‌شناسی

### آلبوم‌ها
- مه درونم (۲۰۱۶) (به ترکی استانبولی: İçimdeki Duman)

### تک‌آهنگ‌ها
- بیا ای آسمانم (۲۰۱۷) (به ترکی استانبولی: Gel Be Gökyüzüm)
- هیچ (به همراه مسعود صادقلو) (۲۰۱۷)
- باران (به ترکی استانبولی: Yağmur) (همراه آیتاچ کارت) (۲۰۱۸)
- راه شهر (به ترکی استانبولی: Şehrin Yolu) (همراه فریده هلال آکین) (۲۰۱۸)
- معما (۲۰۱۸) (به ترکی استانبولی: Bilmece)
- تو کجایی (۲۰۱۹) (به ترکی استانبولی: Neredesin Sen)
- جام ناپاک (۲۰۱۹) (به ترکی استانبولی: Kirli Kadeh)
- وانمود کن (۲۰۱۹) (به ترکی استانبولی: Farzet)
- خوبه خوبه (۲۰۲۰) (به ترکی استانبولی: Olur Olur)
- دنیا برای تو (۲۰۲۰) (به ترکی استانبولی: Dünya Senin)
- نقاب (به همراه فرزاد فرزین) (۲۰۲۲)
- هرگز فراموش نکن (۲۰۲۳) (به ترکی استانبولی: Hiç unutma)

## فیلم‌شناسی

### شبکه نمایش خانگی
| سال  | مجموعه       | کارگردان     | نقش | پلتفرم |
| ---- | ------------ | ------------ | --- | ------ |
| ۱۴۰۲ | بی تو میمیرم | عباس مرادیان |     |        |

## جوایز
| سال  | سازمان دهنده جایزه                      | دسته                             |
| ---- | --------------------------------------- | -------------------------------- |
| ۲۰۱۵ | ۴۲مین جوایز پروانهٔ طلایی                | بهترین بازیگر سولویست            |
| ۲۰۱۶ | ۳. جوایز مجلاتی مد بالا                 | بیشترین درخواست آهنگ سال (İncir) |
| ۲۰۱۶ | جوایز رسانه ای دانشگاه İstanbul Gelişim | بهترین آهنگ جلد (Nefes)          |